# Pteleopsis diptera
Pteleopsis diptera är en tvåhjärtbladig växtart som först beskrevs av Friedrich Welwitsch, och fick sitt nu gällande namn av Adolf Engler och Diels. Pteleopsis diptera ingår i släktet Pteleopsis och familjen Combretaceae. Inga underarter finns listade i Catalogue of Life.